# شارلوت بکر
شارلوت بکر (انگلیسی: Charlotte Becker؛ زادهٔ ۱۹ مهٔ ۱۹۸۳) دوچرخه‌سوار اهل آلمان است.
وی در مسابقات کشوری و بین‌المللی در مجموع برندهٔ ۱ مدال طلا، ۱ مدال نقره، ۲ مدال برنز شده‌است.